# Bernd Eufinger
Bernd Eufinger (* 11. Oktober 1961 in Würges) ist ein ehemaliger deutscher Fußballspieler.

## Karriere
Eufinger war in seiner Jugend als Kunstturner aktiv und schaffte den Sprung in den Jugend-Nationalkader. Erst in der B-Jugend kam er zum Vereinsfußball und spielte in der Jugend des RSV Würges. Schnell konnte er dort sein Talent unter Beweis stellen, sodass er mit 17 Lebensjahren bereits bei den Senioren spielte. Eufinger schaffte mit dem RSV die Qualifikation für den DFB-Pokal. Nach Siegen gegen FC Ottering und den OSC Bremerhaven wurde die 3. Hauptrunde im DFB-Pokal 1980/81 erreicht. Im Spiel am 22. November 1980 gegen den VfL Osnabrück kam das Aus für Würges im Pokalwettbewerb. In dieser Partie machte der junge Stürmer Eufinger auf sich aufmerksam, wonach mehrere Profivereine Interesse an der Verpflichtung seiner Person zeigten. Er entschied sich für den Bundesligisten Eintracht Frankfurt. Die Eintracht hatte im Vorjahr den DFB-Pokal, den Wettbewerb in dem Eufinger auf sich aufmerksam gemacht hatte, und den UEFA-Cup gewonnen. Neben ihm standen zur Saison 1981/82 mehrere neue Spieler im Kader der Eintracht, darunter Joachim Löw, Armin Görtz und Holger Anthes.
Trainer Lothar Buchmann ließ Eufinger lange auf seinen ersten Einsatz warten. Am 10. Spieltag, dem 17. Oktober 1981 wurde Eufinger im Spiel gegen Arminia Bielefeld in der 65. Spielminute eingewechselt. Sein Debüt war gleichzeitig sein letzter Einsatz im Eintracht-Trikot. Bereits im November desselben Jahres stand er beim VfL Osnabrück in der 2. Bundesliga unter Vertrag. Die VfL-Verantwortlichen hatten nach der Begegnung im DFB-Pokal nicht locker gelassen und den Wunschspieler von Trainer Bernd Hoss nach Osnabrück gelotst. Nach sechs Wochen wurde das Traineramt in Osnabrück neu vergeben, der neue Verantwortliche an der Seitenlinie war Carl-Heinz Rühl, der nicht auf Eufinger setzte. So kam er in seiner Zeit in Osnabrück lediglich auf fünf Einsätze. In seinem letzten Einsatz erzielte er seine ersten und letzten Tore in einer Profiliga. Anschließend wechselte er zurück ins Amateurlager, spielte wieder für den RSV Würges. Weitere Vereine waren der SV Wiesbaden und der TuS Beuerbach, wo er als Spielertrainer in der Bezirksliga tätig war.